# Charles Foleÿ
Pour les articles homonymes, voir Charles Foley et Foley.
Charles Foleÿ, né le 9 janvier 1861 à Paris où il est mort le 27 février 1956, est un écrivain et critique littéraire français, auteur de pièces de théâtres et de plus de 300 romans populaires.

## Biographie
Fils de Sarah Léontine Jullien et d'Antoine Édouard Foleÿ (1820-1901),, un polytechnicien ayant servi dans la Marine comme médecin, voyageur, et ami d'Auguste Comte, de Charles Lewis Meryon (en) et de son fils, le graveur Charles Meryon, le jeune Charles Foleÿ évolue dans un milieu lettré, ouvert au monde, et tourné vers les arts. Il fait ses études aux lycée Condorcet et, très jeune, encouragé par son père, publie ses premiers contes à la Revue bleue.
La première apparition publique de Foleÿ remonte à l'année 1883, pour le théâtre, il présente des Saynètes, des vers mises en décor par Joseph Roy et Le Dimanche d’un bureaucrate.
Tout en poursuivant son activité pour la scène, il débute dans la fiction vers 1891, notamment pour l'éditeur Paul Ollendorff et L'Illustration, et entame ensuite, vers 1903, une carrière de critique à L'Écho de Paris, se montrant plus intéressé par les travaux de philosophie et d’histoire que par les romans.
En novembre 1901, avec André de Lorde, est créée au théâtre Antoine, la pièce Au téléphone. Il entame la même année une production de romans destinés à la jeunesse (Armand Colin, Mame, Hatier).
En 1903, débute une production de romans dits populaires, qui sera très abondante au fil des décennies suivantes. Ses éditeurs principaux sont Jules Tallandier, Jules Rouff, Flammarion, La Renaissance du livre...
En 1938, il est nommé chevalier de la Légion d'honneur sur recommandation du ministère de l'Éducation nationale.
En 1955, il publie un dernier livre chez France Empire, un récit historique, Commandos extraordinaires et meurt l'année suivante, âgé de 95 ans.

## Sélection d'ouvrages publiés
- Les Cornalines, roman, illustrations de Louis Édouard Fournier, Paris, P. Ollendorff, 1895.
- La Demoiselle blanche, roman, illustrations de Georges Dutriac, Tours, Mame, 1903.
- Les colonnes infernales, roman historique, Paris, Félix Juven, 1903 ; rééd. Yves Salmon, 1988.
- Kowa la mystérieuse, Paris, P. Lafitte & Cie, 1908.
- Guilleri Guilloré, roman, illustrations de Géo Dupuis, Paris, P. Lafitte, 1912.
- Deux femmes, roman, couverture d'Abel-Truchet, Paris, La Renaissance du livre, 1912.
- L'Arriviste amoureux, roman, illustrations d'Édouard Touraine, Paris, La Renaissance du livre, 1914.
- Des pas dans la nuit, récit, Paris, coll. « Les romans mystérieux », J. Tallandier, 1928.
- Le Secret de la Vierge noire, roman, illustrations de Charles-Jean Hallo, Tours, Mame, [1938].